# Doiwala
Doiwala é uma cidade e uma nagar panchayat no distrito de Dehradun, no estado indiano de Uttaranchal.

## Demografia
Segundo o censo de 2001, Doiwala tinha uma população de 8047 habitantes. Os indivíduos do sexo masculino constituem 54% da população e os do sexo feminino 46%. Doiwala tem uma taxa de literacia de 76%, superior à média nacional de 59.5%: a literacia no sexo masculino é de 82% e no sexo feminino é de 70%. Em Doiwala, 11% da população está abaixo dos 6 anos de idade.